# Jiří Douba
Jiří Douba (* 23. května 1958 Karlovy Vary) je bývalý český sportovní šermíř, který se specializoval na šerm kordem. V 80. a 90. letech reprezentoval Československo. V soutěži jednotlivců a družstev se účastnil letních olympijských her v roce 1980 (jednotlivci – 31. místo, družstva – 6. místo) a 1992 (jednotlivci – 21. místo, družstva – 9. místo). V roce 1991 obsadil třetí místo na mistrovství Evropy v soutěži jednotlivců a s československým družstvem kordistů rovněž vybojoval třetí místo.
V roce 2024 byl předsedou a hlavním trenérem šermířského klubu TJ Dukla Olomouc, jehož členem je kordista Jakub Jurka, kapitán českého reprezentačního družstva, které získalo bronzové medaile na Letních olympijských hrách 2024.